# Amália Sterbinszky
Amália Sterbinszky   (Hajdúszoboszló, 29 de setembre de 1950 - Copenhaguen, 3 d'abril de 2025) va ser una jugadora d'handbol hongaresa que va competir entre les dècades de 1960 i 1980.

## Biografia
El 1976 va prendre part en els Jocs Olímpics de Mont-real, on guanyà la medalla de bronze en la competició d'handbol. Quatre anys més tard, als Jocs de Moscou, fou quarta en la mateixa competició.
En el seu palmarès també destaquen quatre medalles al Campionat del món d'handbol, de bronze el 1971, 1975 i 1978, i de plata el 1982. Durant la seva carrera esportiva jugà un total de 239 partits amb la selecció nacional.
A nivell de clubs jugà al Ferencvárosi TC (1969-1973), Vasas SC (1973-1982) i Helsingør IF (1982-1984). Guanyà onze edicions de la lliga hongaresa (1971, 1973, 1974, 1975, 1976, 1977, 1978, 1979, 1980, 1981 i 1982); nou de la copa hongaresa (1970, 1972, 1974, 1976, 1978, 1979, 1980, 1981 i 1982) i la Copa d'Europa de 1982.